# Comuna Tătăranu, Vrancea
Tătăranu (în trecut, Mărtinești) este o comună în județul Vrancea, Muntenia, România, formată din satele Bordeasca Nouă, Bordeasca Veche, Mărtinești, Tătăranu (reședința) și Vâjâitoarea.

## Așezare
Comuna se află în partea de sud-est a județului, pe malurile râului Râmnicu Sărat.

## Istorie
La sfârșitul secolului al XIX-lea, comuna purta numele de Mărtinești, făcea parte din plasa Marginea de Jos a județului Râmnicu Sărat și avea în compunere satele Mărtinești, Tătăranu și Vâjâitoarea, cu 1247 de locuitori. În comună funcționau două biserici — una în Mărtinești și una în Tătăranu — și o scoală cu 103 elevi, înființată în 1878. La acea vreme, pe teritoriul actual al comunei, funcționa, în aceeași plasă, și comuna Obilești, formată din satele Obilești și Bordeasca, având 1600 de locuitori. În comuna Obilești existau două biserici (una în fiecare sat) și o școală mixtă cu 102 elevi.
Anuarul Socec din 1925 consemnează comunele în plasa Măicănești a aceluiași județ. Comuna Mărtinești avea aceeași componență și 1740 de locuitori, iar comuna Obilești avea în satele Bordeasca, Bordeasca Nouă și Obilești o populație de 2122 de locuitori. Din 1931, satul Bordeasca poartă numele de Bordeasca Veche.
În 1950, cele două comune au trecut în administrarea raionului Măicănești din regiunea Putna, apoi (după 1952) în cea a raionului Focsani din regiunea Galati. În 1968, comunele au trecut la județul Vrancea, iar comuna Obilești s-a desființat, fiind inclusă în comuna Mărtinești, denumită de acum Tătăranu, după noul sat de reședință. Tot atunci, s-a desființat și satul Obilești, acesta fiind contopit în satul Bordeasca Veche.

## Demografie
Componența etnică a comunei Tătăranu
     Români (93,15%)
     Alte etnii (0,08%)
     Necunoscută (6,78%)
Componența confesională a comunei Tătăranu
     Ortodocși (92,33%)
     Alte religii (0,74%)
     Necunoscută (6,93%)
Conform recensământului efectuat în 2021, populația comunei Tătăranu se ridică la 3.910 locuitori, în scădere față de recensământul anterior din 2011, când fuseseră înregistrați 3.952 de locuitori. Majoritatea locuitorilor sunt români (93,15%), iar pentru 6,78% nu se cunoaște apartenența etnică. Din punct de vedere confesional, majoritatea locuitorilor sunt ortodocși (92,33%), iar pentru 6,93% nu se cunoaște apartenența confesională.

## Politică și administrație
Comuna Tătăranu este administrată de un primar și un consiliu local compus din 13 consilieri. Primarul, Bănel Bărbieru[*], de la Partidul Social Democrat, este în funcție din 2016. Începând cu alegerile locale din 2024, consiliul local are următoarea componență pe partide politice:
|  | Partid                    | Consilieri | Componența Consiliului | Componența Consiliului | Componența Consiliului | Componența Consiliului | Componența Consiliului | Componența Consiliului | Componența Consiliului | Componența Consiliului | Componența Consiliului | Componența Consiliului |
|  | ------------------------- | ---------- | ---------------------- | ---------------------- | ---------------------- | ---------------------- | ---------------------- | ---------------------- | ---------------------- | ---------------------- | ---------------------- | ---------------------- |
|  | Partidul Social Democrat  | 10         |                        |                        |                        |                        |                        |                        |                        |                        |                        |                        |
|  | Partidul Național Liberal | 3          |                        |                        |                        |                        |                        |                        |                        |                        |                        |                        |

## Transport
Comuna este străbătută de șoseaua națională DN23A, care o leagă spre nord de Gologanu, Milcovul și Focșani (unde se termină în DN23), și spre sud de Ciorăști. La Mărtinești, din acest drum se ramifică șoseaua națională DN2N, care o leagă spre vest de Sihlea, Dumbrăveni (unde se intersectează cu DN2), Bordești, Dumitrești, Chiojdeni și Jitia.
Prin comună trece și calea ferată Făurei-Tecuci, pe care este deservită de haltele de mișcare Tătăranu și Obilesti.

## Monumente istorice
Singurul obiectiv din comuna Tătăranu inclus în lista monumentelor istorice din județul Vrancea ca monument de interes local este situl arheologic aflat la sud de satul Mărtinești, în zona stației de filtrare a apei. El cuprinde o așezare și o necropolă din Epoca Migrațiilor, atribuite culturii Cerneahov (secolul al IV-lea e.n.) și o așezare medievală timpurie datând din secolul al X-lea.